# Pere d'Albalat

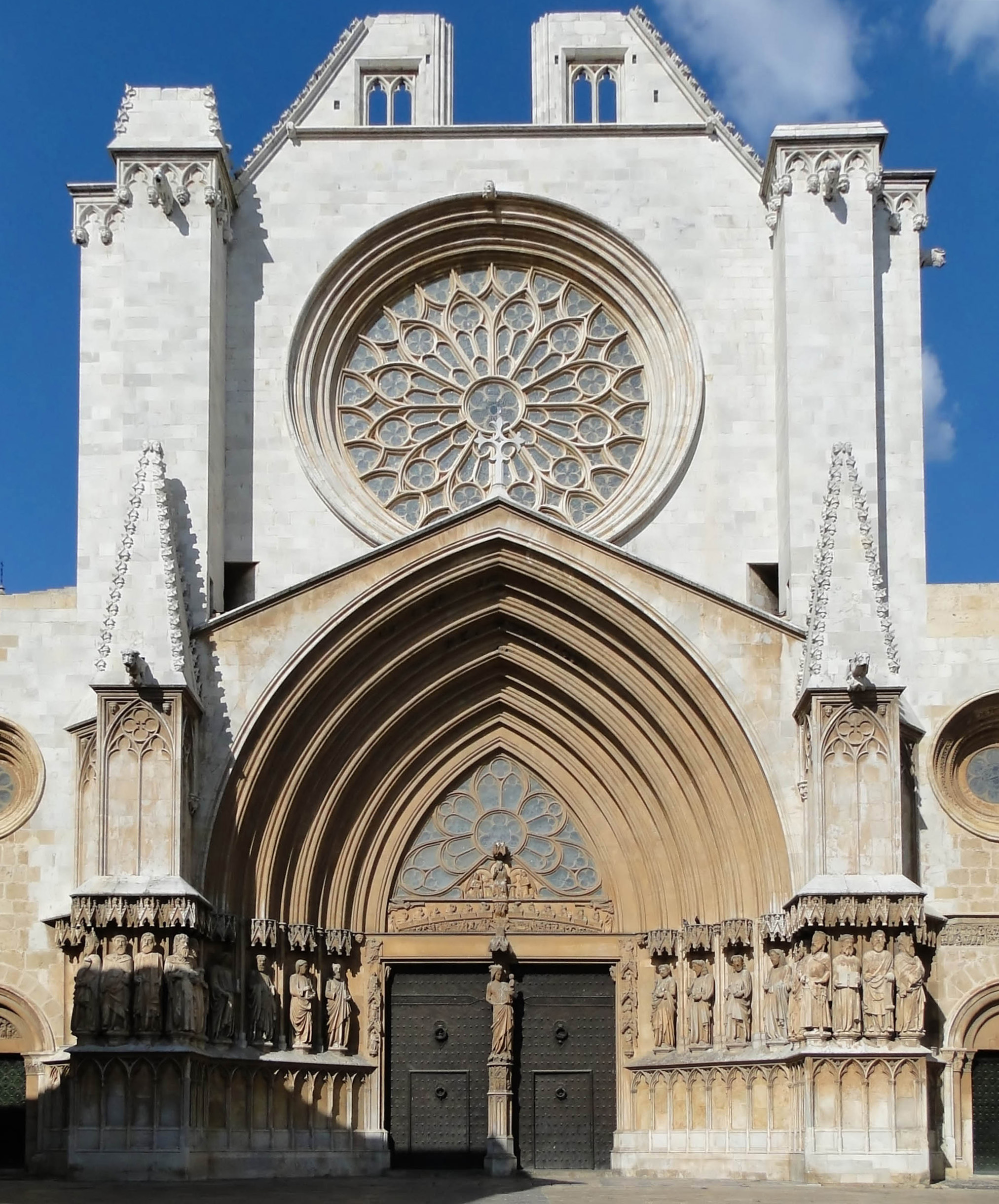
Catedral de Tarragona

Pere d'Albalat, en aragonès Pero d'Albalat, (Aragó, ? - Tarragona, 1251) fou bisbe de Lleida (1236-1237) i arquebisbe de Tarragona (1237-1251).

## Orígens i ascens
Pere d'Albalat pertanyia a una família aragonesa noble propera als comtes d'Urgell. Doctor en Teologia i, juntament amb els seus germans Benet i Andreu -bisbe de València-, amic íntim del rei Jaume el Conqueridor, Pere d'Albalat fou nomenat el 1231 visitador dels monestirs benedictins a la Tarraconense pel papa Gregori IX. Ordenat bisbe de Lleida, el papa encomana a Pere d'Albalat i a  Bernat Calvó (bisbe de Vic) consagrar Ramon de Torroella com a primer bisbe de Mallorca després de la conquesta de les Illes Balears als àrabs.
El 1236, Pere d'Albalat i el bisbe d'Urgell Ponç de Vilamur van intermediar entre Jaume el Conqueridor i el comte Ponç I d'Urgell en la Concòrdia de Tàrrega, on el rei va reconèixer els drets de Ponç de Cabrera al comtat d'Urgell a canvi de jurar-li vassallatge i reservar-se per a la Corona les ciutats de Lleida i Balaguer.

## Pere, l'Arquebisbe
El 1237 fou nomenat arquebisbe de Tarragona després de la renúncia de Guillem de Montgrí i com a tal va assistir al Rei Jaume durant la conquesta de la ciutat de València (1238). Un cop capturada la Balansiya islàmica, Pere d'Albalat va convertir a la fe catòlica l'últim emir almohade Abu Zayd, també va consagrar la mesquita com a església cristiana i va ajudar Berenguer de Castellbisbal a l'organització del nou bisbat de València. D'aquesta manera, Pere d'Albalat va aconseguir que la Seu de València fóra declarada sufragània de la de Tarragona, en oposició frontal a les pretensions del metropolità de Toledo Rodrigo Jiménez de Rada.
Pere d'Albalat va celebrar un gran nombre de concilis provincials, el primer a Tarragona el 1239, el segon a València el 1240, d'altres sis a Tarragona i dos a la vila d'Alcanyís. Va fundar a Tarragona el convent dels pares dominics i va instituir que a l'altar major de la Seu de Tarragona només hi pogueren oficiar els bisbes o els canonges, prèvia obtenció del permís del capítol. Va cooperar personalment, amb l'aportació d'homes i diners, en la conquesta de Xàtiva.
El 1243, l'Arquebisbe Albalat va comprar al Monestir de Santa Maria de Bonrepòs la Baronia d'Alforja -que els havia deixat Pere dels Arcs en morir sense descendència- i fixar la seva residència al castell d'Alforja. En els seus orígens el terme d'Alforja arribava fins a Cambrils, i l'integraven Alforja (amb els Banys, Cortiella i Domenys), les Borges del Camp, Riudecols (amb les Voltes i les Irles), els Arcs, les Benes i la Quadra dels Tascals. Pere d'Albalat també va adquirir els drets reials al terme a canvi de la condonació d'un deute.
Convocat pel papa Gregori IX a un concili general que s'havia de celebrar a la basílica de Sant Joan del Laterà de Roma contra l'emperador Frederic Barbarroja pels danys que aquest causava a l'Església, va embarcar cap a Roma, però quan va ser a Pisa va haver d'entornar-se'n perquè Barbarroja havia armat en cors diverses naus per capturar els prelats. El concili es va celebrar finalment a Lió l'any 1246, durant el pontificat d'Innocenci IV, i Pere d'Albalat va destacar per les seves virtut i ciència.
Va morir el dia 2 de juliol de 1251 i està enterrat a l'església major del monestir de Santa Maria de Poblet, a l'esquerra de la porta de la sagristia nova. La seva làpida ostenta l'escut de Poblet i atributs prelaticis.

## Troba XXIII de Mossèn Febrer
Com a curiositat, Benet d'Albalat és inclòs en les Trobes de mossèn Jaume Febrer, obra escrita al segle XVII com si fos una obra del segle xiii, per la qual cosa no se li atorga credibilitat.
| « | Era en Tarragona Benet d'Albalat Home poderós: Vinguè ab son germà, Que era lo Archébisbe de aquella Ciutat, Gobernant la gent (que aqueste Prelat Pagaba á ses costes) com son Capità Una Ala daurada portaba en lo escut Sobre camp de blau. De llur ascendencia E sa bona sanch, vos teniu sabut, Dels Comptes de Urgell gran part li ha cabut: Son germà menor Bisbe es de Valencia, E alli se ha restat ab gran convenencia. | » |